# Frédéric Musso
Pour les articles homonymes, voir Musso.
Frédéric Musso, né le 3 février 1941 Alger, alors département français d'Algérie, et mort le 29 août 2020 à Alès, est un journaliste et écrivain français.

## Biographie
Frédéric Musso est un descendant d'une famille sarde installée en Algérie au XIXe siècle. Fils d'un père pharmacien de Tizi Ouzou, élevé chez les Jésuites au collège Notre-Dame-d'Afrique à Alger, il y fait la découverte de la poésie, à travers l'œuvre de Victor Hugo, puis tente sans succès des études supérieures dans différents domaines (droit, lettres, médecine) pour finalement se consacrer à l'écriture et au journalisme, notamment pour Paris Match de 1988 à 2003.
Sa carrière d'écrivain commence comme « nègre » de Claude Tenne – membre de l'OAS condamné puis évadé de la prison de l'île de Ré – pour son récit Mais le Diable marche avec nous (1968) avant l'écriture, dans les années 1960, de son premier roman qui n'est publié qu'en 1975, La Déesse qui reçoit l'année de sa parution le prix Roger-Nimier et l'installe dans le monde littéraire. Frédéric Musso écrira par la suite trois romans et des essais (dont l'un consacré à Albert Camus) avant de se consacrer principalement à la poésie.
Il vit les dernières années de sa vie à Générargues.

## Œuvre
- Arthur Rimbaud (essai biographique), éditions Pierre Charron, 1972
- La Déesse (roman), éditions de la Table Ronde, 1975 – Prix Roger-Nimier 1975
- L'Algérie des souvenirs (album de photos anciennes), éditions de la Table Ronde, 1976  (ISBN 978-2710310006)
- Martin est aux Afriques, éditions de la Table Ronde, 1978  (ISBN 2-245-01113-9)
- La Longue-vue, coll. « Vermillon », éditions de la Table Ronde, 1983  (ISBN 978-2710301455)
- Le Point sur l'île (poésie), éditions de la Table Ronde, 1983  (ISBN 2-7103-0147-4) – Prix Louis-Guillaume 1983
- Dans les murs (poésie), éditions de la Table Ronde, 1985  (ISBN 978-2710302339) – prix RTL « poésie »
- Un pékin en Chine (récit autobiographique), éditions de la Table Ronde, 1988 ; rééd. « La Petite Vermillon » no 302, 2008  (ISBN 9782710330653) – Prix Louis-Castex 1989 de l'Académie française[5]
- Les mots dorment loin du rivage (poésie), coll. « Poètes des cinq continents », éditions de L'Harmattan, 1997  (ISBN 978-2738455673)
- Orvieto suivi de Le Jardin dans la fenêtre, coll. « Le Portique », éditions du Rocher, 2002  (ISBN 978-2268041605)
- Albert Camus ou la Fatalité des natures (essai), coll. « NRF essai », éditions Gallimard, 2006  (ISBN 978-2070779864)
- L'Imparfait du fugitif (poésie), coll. « Vermillon », éditions de la Table Ronde, 2010  (ISBN 978-2710331360)
- L'Exil et sa demeure (poésie), éditions de la Table Ronde, 2013  (ISBN 978-2-7103-6942-4)
- Le Petit Bouddha de bronze, éditions de L'Harmattan, 2014  (ISBN 978-2-343-03507-9)
- Le Soleil et la Source (poésie), coll. « La Petite Vermillon », éditions de la Table Ronde, 2016  (ISBN 978-2710377825)